# Acorypha johnstoni
Acorypha johnstoni is een rechtvleugelig insect uit de familie veldsprinkhanen (Acrididae). De wetenschappelijke naam van deze soort is voor het eerst geldig gepubliceerd in 1902 door Kirby.